# Abdulrahman Al-Jassim
Abdulrahman Al-Jassim (عبد الرحمن الجاسم; Qatar, 14 ottobre 1987) è un arbitro di calcio qatariota.

## Carriera
Internazionale dal 2013, è stato uno degli arbitri del campionato mondiale di calcio Under-20 2017 in Corea del Sud. Nel 2018 è stato l'unico asiatico tra gli arbitri VAR al campionato mondiale in Russia.
Nel 2019 ha arbitrato quattro partite tra cui un quarto di finale alla coppa d'Asia negli Emirati Arabi Uniti. Inoltre come parte di un programma di scambio con la CONCACAF è stato tra gli arbitri anche della Gold Cup 2019 dove ha diretto anche la semifinale tra Haiti e Messico. Infine nel dicembre 2019 ha arbitrato la finale della Coppa del mondo per club tra Liverpool e Flamengo.
Nel 2020 ha diretto la finale della AFC Champions League tra Persepolis e Ulsan HD.
Nel 2022 viene selezionato tra gli arbitri del campionato mondiale svoltosi nel suo paese, il Qatar, e ne arbitra la finale per il 3º-4º posto tra Croazia e Marocco.